# Andreas von Bechtolsheim

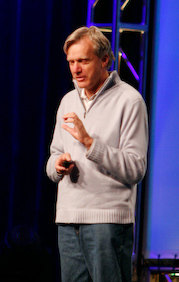
Andy Bechtolsheim.

Andreas von Bechtolsheim (nacido en Alemania en 1955) es uno de los fundadores de Sun Microsystems junto a Vinod Khosla, Bill Joy, y Scott McNealy.
Bechtolsheim se graduó en la Universidad Técnica de Múnich (Alemania) y recibió su posgrado en ingeniería electrónica en la Universidad Carnegie Mellon.
En la Universidad de Stanford, Bechtolsheim diseñó una computadora de gran alcance que llamó workstation (estación de trabajo en inglés) con establecimiento de red incorporado que ejecutaba el sistema operativo Unix. Desarrolló esta estación de trabajo harto de esperar los tiempos de proceso del sistema central de la universidad.
Khosla le ayudó, con intención de crear un negocio que se dedicara a vender esa estación de trabajo. También se unió a McNealy que estaba en otra
compañía tras terminar su MBA en la Stanford Graduate School of Business en 1980.
Llamaron a la compañía Sun como acrónimo de "Stanford University Network." Bechtolsheim dejó Stanford, donde se había apuntado en un programa de Doctorado (PhD) en Ingeniería eléctrica, para fundar la compañía.
Sun Microsystems tuvo un rápido éxito, con mil millones de dólares en ventas en el año 1988. Para 2003, el capital bursátil de Sun Microsystems era de 11,5 miles de millones de dólares.
Abandonó Sun en 1995 para fundar Granite Systems, una compañía centrada en desarrollar routers de alta velocidad. En 1996, Cisco Systems adquirió la firma por 220 millones de dólares, siendo Bechtolsheim el dueño del 60% de la misma. Fue el vicepresidente y administrador general de la unidad de negocio Gigabit Systems de Cisco, hasta que dejó la empresa en diciembre de 2003 para dirigir Kealia, Inc.
Bechtolsheim fundó Kealia a principios de 2001 con David Cheriton, quien también había sido su socio en Granite Systems, para trabajar en tecnologías avanzadas de servidor. En febrero de 2004, Sun Microsystems anunciaba la adquisición de Kealia en un intercambio mutuo. Debido a la adquisición, Bechtolsheim volvió a Sun otra vez como vicepresidente senior y chief architect.
Bechtolsheim y Cheriton fueron dos de los primeros promotores de Google, invirtiendo 100,000 dólares en 1998. Según se cuenta Bechtolsheim escribió a nombre de "Google Inc" antes de que la compañía fuera fundada. La historia que cuenta que Bechtolsheim acuñó el nombre de "Google" es probablemente falsa. Sin embargo, cuando entregó el cheque a los fundadores de Google (Lawrence E. Page y Sergey Brin) todavía no tenían una cuenta en la que pudieran ingresar lo depositado. Bechtolsheim apoyó a muchas empresas de esta manera, incluyendo OnFiber Communications, líder en la industria de transportes de metro.
En 1999 Bechtolsheim fundó una firma de capital riesgo llamada HighBAR Ventures junto a Bill Joy y Roy Thiele-Sardiña que también eran fundadores de Sun.
Bechtolsheim es también un inversor del polémico vendedor de spyware llamado Claria, anteriormente Gator. Como resultado de astutas inversiones como esta, Bechtolsheim está considerado uno de los inversores más acertados especialmente en áreas como por ejemplo Electronic Design Automation (EDA), lo que se refiere al software utilizado por la gente que diseña chips de ordenador. Bechtolsheim sostiene que los cambios en los chips están dando lugar al desarrollo de las herramientas de EDA, creando lo que ve como una oportunidad. Su interés en estas herramientas de diseño se remonta a sus frustraciones con las esperas de procesamiento en Stanford que le llevaron a construir la primera estación de trabajo.
Una de estas compañías de EDA, Magma Design Automation Inc., ha sido sumamente rentable para Bechtolsheim, ya que está valorada en alrededor de 60 millones de dólares. La inversión más rentable de Bechtolsheim fue claramente Google que está valorada en 2 Billones de Dólares según Forbes en 2024.